# Sokilnyky (Kropywnyzkyj)
Sokilnyky (ukrainisch Сокільники; russisch Сокольники Sokolniki) ist ein Dorf in der Oblast Kirowohrad in der Ukraine. 

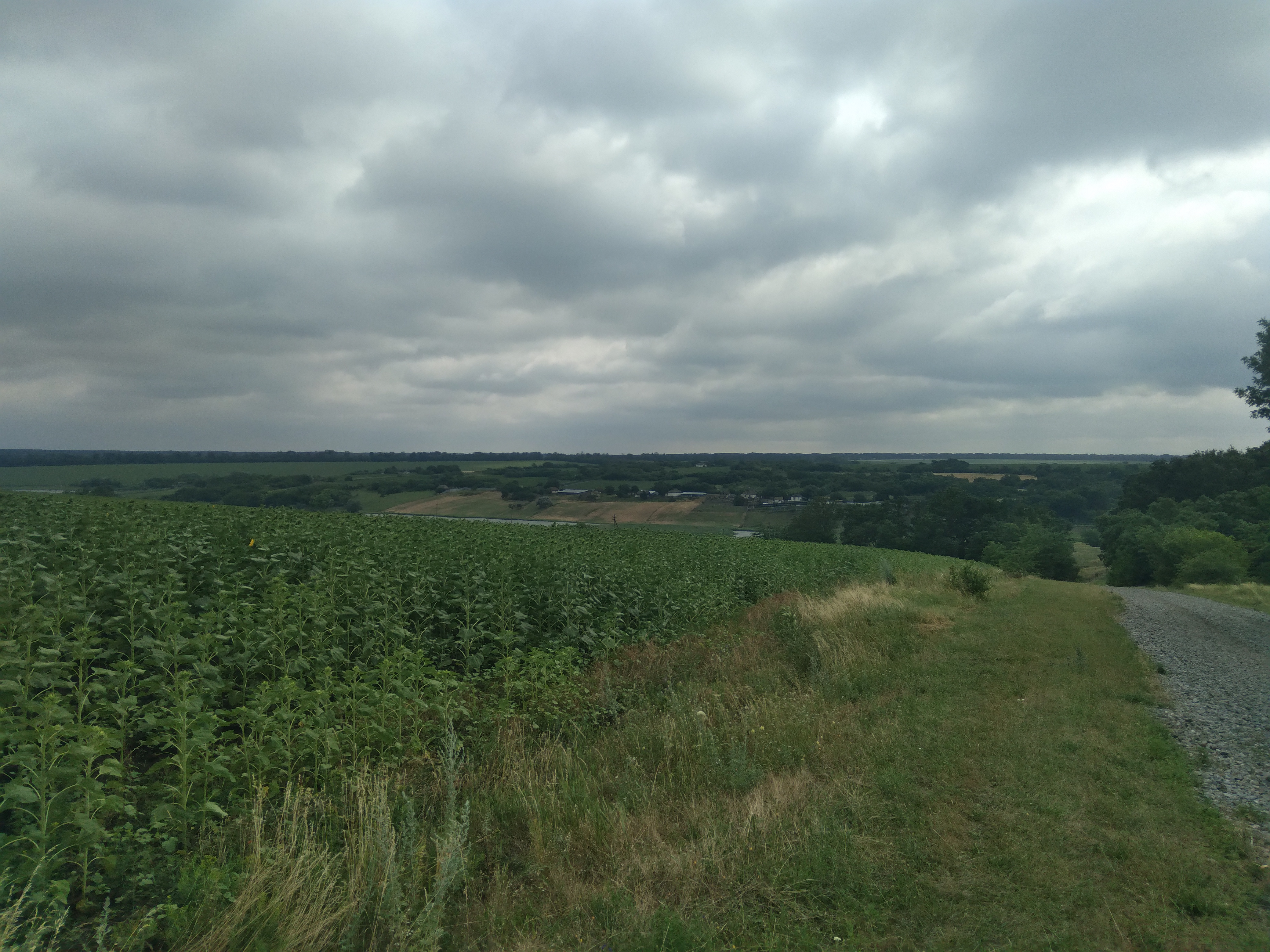
Ländliche Landschaft

## Geographie
Das Dorf liegt südlich der Stadt Snamjanka. Der Fluss Beschka beginnt in der Nähe des Dorfes.

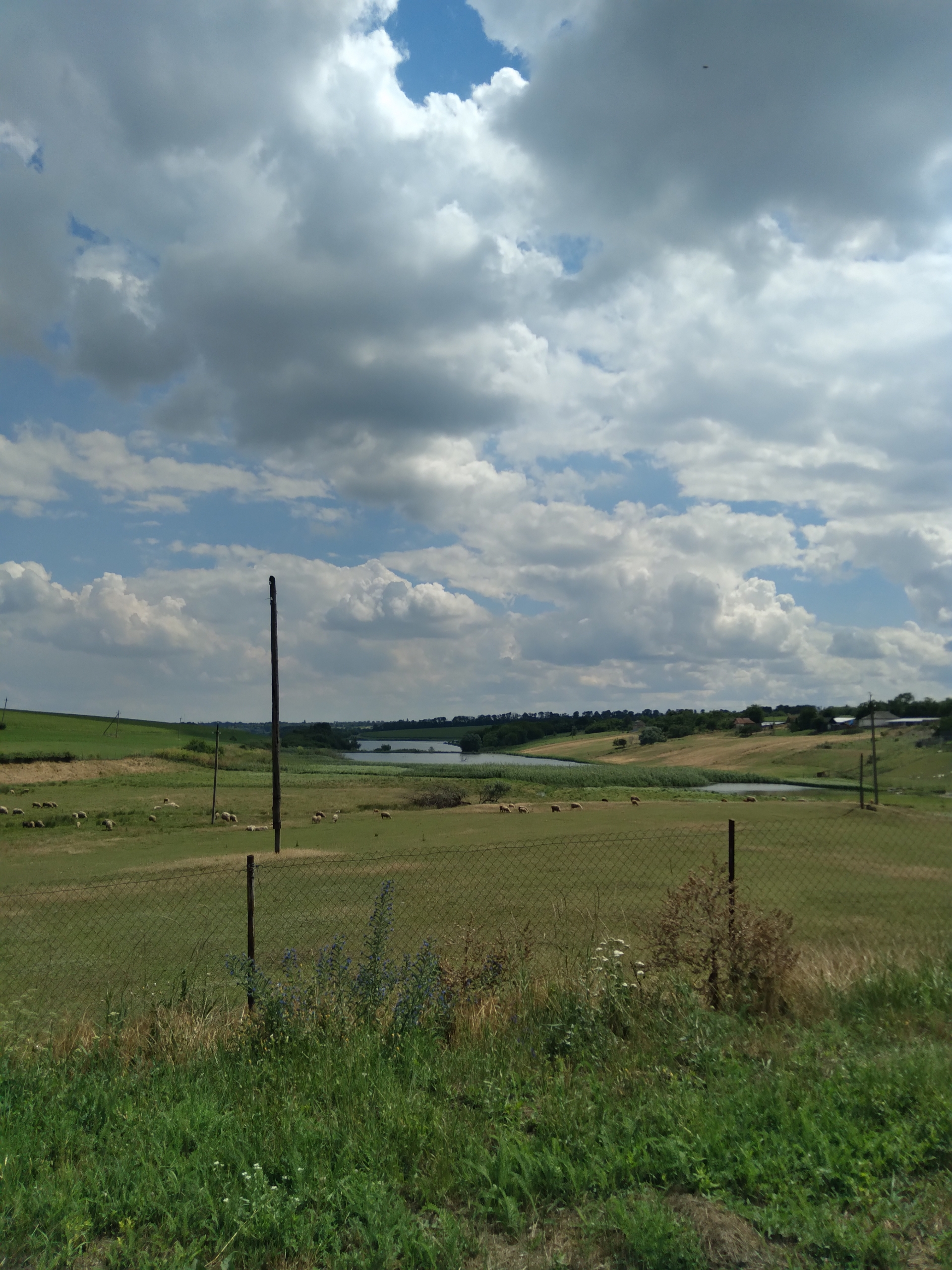
Teiche des Flusses Beschka

Am 12. Juni 2020 wurde das Dorf ein Teil der neugegründeten Stadtgemeinde Snamjanka, bis dahin war es Teil der Landratsgemeinde Petrowe im Zentrum des Rajons Snamjanka.
Am 17. Juli 2020 kam es im Zuge einer großen Rajonsreform zum Anschluss des Rajonsgebietes an den Rajon Kropywnyzkyj.